# Oryctoxyela triassica
Oryctoxyela triassica  (лат.) — ископаемый вид пилильщиков рода Oryctoxyela из семейства Xyelidae. Один из древнейших представителей отряда перепончатокрылые. Обнаружен в триасовых ископаемых останках (Средняя Азия, Кыргызстан, Madygen, Dzhailoucho, карнийский ярус, около 230 млн лет). Длина переднего крыла 10,0 мм. 
Вид Oryctoxyela triassica был впервые описан по отпечаткам в 1969 году советским и российским энтомологом Александром Павловичем Расницыным (ПИН РАН, Москва, Россия). Включён в состав рода Oryctoxyela Rasnitsyn 1969 и подсемейства Archexyelinae вместе с видом Oryctoxyela anomala. Сестринские таксоны пилильщиков: Archexyela, Asioxyela, Dinoxyela, Euryxyela, Ferganoxyela, Leioxyela, Lithoxyela, Madygenius, Triassoxyela, Xiphoxyela, Xyelinus. Это один из древнейших видов пилильщиков и всех представителей отряда перепончатокрылые наряду с такими видами как Potrerilloxyela menendezi, Ferganoxyela sogdiana, Madygenius primitivus, Ferganoxyela destructa, Triassoxyela kirgizica, T. foveolata.